# Ustawa Brady'ego
Ustawa Brady’ego (ang. Brady Handgun Violence Prevention Act, Brady Act lub Brady Bill) – ustawa uchwalona przez Kongres Stanów Zjednoczonych 30 listopada 1993 roku, dotycząca kontroli nabywców broni prowadzonej na szczeblu federalnym. Ustawa została podpisana przez prezydenta Billa Clintona również w dniu 30 listopada 1993 roku, a jej wejście w życie przewidziane było na dzień 28 lutego 1994 roku. Nazwa pochodzi od nazwiska Jamesa Brady’ego, rzecznika prasowego prezydenta Ronalda Reagana, który został postrzelony w 1981 roku w trakcie próby zamachu na Prezydenta Stanów Zjednoczonych. Pierwotnie z inicjatywą wystąpił Kongresmen Charles E. Schumer w 1991 roku, jednak nigdy nie została ona poddana pod głosowanie.

## Materia ustawy Brady’ego
Ustawa wprowadziła wymaganie pięciodniowego okresu oczekiwania i sprawdzenia przeszłości osoby chcącej kupić broń, zanim stanie się jej właścicielem. W celu skutecznego egzekwowania przepisów ustawy konieczne było posiadanie tzw. „dobrych kartotek”, jednak większość ze stanów nie posiadała odpowiednich archiwów, co doprowadziło do upoważnienia rządu do wydawania rocznie około 200 mln USD na pomoc stanom w poprawieniu jakości gromadzonych danych. Celem ustawy było zastąpienie, w ciągu 5 lat obowiązywania ustawy, pięciodniowego okresu oczekiwania natychmiastowym sprawdzeniem przeszłości nabywcy. W tym celu stworzony został Narodowy System Natychmiastowej Kontroli Przeszłości Kryminalnej (ang. National Instant Criminal Bacground Chceck System, NICS). Obsługa systemu została przekazana Federalnemu Biurze Śledczemu (FBI). Przykładowo, pozwolenia na posiadanie broni, wydawane przez Administrację Stanów, najczęściej wiążą się z automatycznym sprawdzeniem interesanta w systemie. 92% z przeprowadzonych kontroli przeszłości w systemie, są przeprowadzenie telefonicznie przez FBI w rozmowie ze sprzedawcą broni. W rzadkich przypadkach kupujący broń, jest zmuszony przeczekać kilka dni roboczych, do momentu gdy System pozytywnie rozpatrzy wniosek o wydanie broni.

## Ekonomiczny aspekt wprowadzenia ustawy Brady’ego
Jak wskazuje Robert Cooter oraz Thoman Ulen w publikacji, „Ekonomiczna Analiza Prawa”. Stany Zjednoczone od dawna mają znacznie wyższy odsetek przestępczości z użyciem przemocy niż kraje Europy Zachodniej. W Stanach Zjednoczonych wyższy jest również odsetek właścicieli broni palnej, zwłaszcza broni krótkiej, niż w większości krajów europejskich. Ustawa Brady’ego stanowi reakcję na taki stan rzeczy, wprowadzając ograniczenia w jej posiadaniu. Badania przeprowadzone nad skutecznością wprowadzonego systemu, dowodzą iż w latach 1998 do 2014 przeprowadzono ponad 202 miliony kontroli na podstawie ustawy. W tym okresie około 1,2 miliona zakupów broni zostało zablokowane na podstawie informacji z systemu weryfikującego.
Jak wskazują autorzy, przepisy takie jak ustawa Brady’ego mogą uniemożliwić ludziom najbardziej skłonnym do popełniania przestępstw, kupowanie broni w sposób legalny. Ponad dwadzieścia stanów, o łącznej liczbie ludności przekraczającej połowę amerykańskiej populacji tj. około 160 milionów obywateli, stosuje już obecnie podobne okresy oczekiwania. Doświadczenie tych stanów wskazuje na to, że około 1–2% potencjalnych nabywców jest dyskwalifikowanych w procesie sprawdzania.